# 嘉赐树生附丝壳
嘉赐树生附丝壳（学名：Appendiculella caseariicola）是属于小煤炱目小煤炱科附丝壳属的一种真菌，寄生在嘉赐树属植物上。该种分布于中国。